# Crestview (Florida)
Crestview ist eine Stadt und zudem der County Seat des Okaloosa County im US-Bundesstaat Florida. Das U.S. Census Bureau hat bei der Volkszählung 2020 eine Einwohnerzahl von 27.134 ermittelt.

## Geographie
Crestview befindet sich rund 70 Kilometer nordöstlich von Pensacola und ist die größte Stadt der Metropolregion Fort Walton Beach.

## Geschichte
Das Eisenbahnzeitalter am späteren Standort von Crestview begann 1883 mit der Eröffnung der Bahnstrecke der Pensacola and Atlantic Railroad. Durch sie entstand eine durchgängige Bahnverbindung zwischen Pensacola und Jacksonville. Im Jahr 1894 wurde durch die Yellow River Railroad (die 1906 in der L&N aufging) von hier eine weitere Strecke nach Florala in Alabama eröffnet.
Die City of Crestview wurde offiziell im Jahr 1916 gegründet. Der Name der Stadt setzt sich aus den Begriffen "crest" (= Kamm, Gipfel) und "view" (= Blick) zusammen und wurde gewählt, da sich die Stadt am südlichen Ausläufer eines bewaldeten Höhenzuges zwischen den Flüssen Shoal River und Yellow River befindet. Nach der Gründung des Okaloosa County im Jahre 1915 wurde die Stadt zwei Jahre später zu dessen County Seat erhoben. Mit rund 235 Fuß (etwa 72 Metern) über dem Meeresspiegel gehört Crestview zu den höchstgelegenen Orten in Florida.
Bis 2005 war der Bahnhof Crestview eine Station des Sunset Limited der Bahngesellschaft Amtrak von Orlando nach Los Angeles. Nach den Auswirkungen des Hurrikans Katrina wurde die Linie jedoch auf die Strecke New Orleans – Los Angeles verkürzt. Der einzige Schienenverkehr besteht seitdem aus Gütertransporten, die von der Bahngesellschaft CSX Transportation durchgeführt werden.

## Demographische Daten
Laut der Volkszählung 2010 verteilten sich die damaligen 20.978 Einwohner auf 9.153 Haushalte. Die Bevölkerungsdichte lag bei 633,8 Einw./km2. 71,4 % der Bevölkerung bezeichneten sich als Weiße, 18,6 % als Afroamerikaner, 0,5 % als Indianer und 3,1 % als Asian Americans. 2,0 % gaben die Angehörigkeit zu einer anderen Ethnie und 4,4 % zu mehreren Ethnien an. 6,6 % der Bevölkerung bestand aus Hispanics oder Latinos.
Im Jahr 2010 lebten in 41,3 % aller Haushalte Kinder unter 18 Jahren sowie 17,2 % aller Haushalte Personen mit mindestens 65 Jahren. 71,1 % der Haushalte waren Familienhaushalte (bestehend aus verheirateten Paaren mit oder ohne Nachkommen bzw. einem Elternteil mit Nachkomme). Die durchschnittliche Größe eines Haushalts lag bei 2,64 Personen und die durchschnittliche Familiengröße bei 3,12 Personen.
30,7 % der Bevölkerung waren jünger als 20 Jahre, 31,3 % waren 20 bis 39 Jahre alt, 25,1 % waren 40 bis 59 Jahre alt und 13,0 % waren mindestens 60 Jahre alt. Das mittlere Alter betrug 32 Jahre. 48,9 % der Bevölkerung waren männlich und 51,1 % weiblich.
Das durchschnittliche Jahreseinkommen lag bei 48.750 $, dabei lebten 19,4 % der Bevölkerung unter der Armutsgrenze.
Im Jahr 2000 war Englisch die Muttersprache von 93,70 % der Bevölkerung, spanisch sprachen 2,98 % und 3,32 % hatten eine andere Muttersprache.

## Sehenswürdigkeiten
Das Crestview Commercial Historic District ist im National Register of Historic Places gelistet.

## Verkehr
Crestview wird von der Interstate 10, dem U.S. Highway 90 (SR 10) und der Florida State Road 85 durchquert. Der nächste Flughafen ist der Pensacola International Airport (rund 70 km entfernt).
Der Bahnhof Crestview ist stillgelegt.

## Kriminalität
Die Kriminalitätsrate lag im Jahr 2010 mit 284 Punkten (US-Durchschnitt: 266 Punkte) im durchschnittlichen Bereich. Es gab einen Mord, acht Vergewaltigungen, 16 Raubüberfälle, 62 Körperverletzungen, 155 Einbrüche, 460 Diebstähle, 29 Autodiebstähle und drei Brandstiftungen.